# Sabine Vollstädt-Klein
Sabine Vollstädt-Klein (* 23. Mai 1973 als Sabine Klein in Meisenheim) ist eine deutsche Mathematikerin, Turnierschachspielerin  und Humanwissenschaftlerin. Sie ist außerplanmäßige Professorin für Klinische und Experimentelle Neurowissenschaften an der Universität Heidelberg.

## Leben
Vollstädt-Klein wurde in Meisenheim in Rheinland-Pfalz geboren, wuchs in Lauterecken auf und lebt inzwischen in Mannheim. Sie hat einen  Sohn, der im Jahr 2010 geboren wurde.
Vollstädt-Klein ist aktive Turnierschachspielerin mit einer höchsten Elo-Zahl von 1920 im März 2012. Im Jahr 1995 wurde sie, für den SK Lauterecken spielend, in Saarburg Rheinland-Pfalz-Meisterin. Inzwischen spielt sie beim SK Chaos Mannheim, und führte dessen von ihr gegründete Frauenteam Anfang der 2000er-Jahre in die Schach-Bundesliga.
Vollstädt-Klein betreibt zudem Laufsport und nimmt an Volksläufen teil.

## Werdegang
Vollstädt-Klein studierte von 1992 bis 1998 Mathematik an der Technischen Universität Kaiserslautern. Im Jahr 2003 promovierte sie an der Universität Heidelberg im Fach Humanwissenschaften. Im Jahr 2011 habilitierte sie sich an dieser Universität für Klinische und Experimentelle Neurowissenschaften.
Vollstädt-Klein leitet die Arbeitsgruppe Neuroimaging abhängigen Verhaltens am Zentralinstitut für Seelische Gesundheit der Medizinischen Fakultät Mannheim.

## Forschung
Vollstädt-Klein forscht schwerpunktmäßig zu neuronalen Reaktionen auf suchtspezifische Reize und untersucht deren Zusammenhang mit klinischen Variablen, wie Begleiterkrankungen oder Ausprägung der Abhängigkeit.
Als Turnierschachspielerin legt Vollstädt-Klein ein besonderes Augenmerk auf die Möglichkeiten des Schachspiels oder durch Schach unterstütztes Kognitives Training als Mittel bei der  Therapie von suchtkranken Menschen. In einer durch die Deutsche Forschungsgemeinschaft geförderten Studie untersucht Vollstädt-Klein seit 2019, ob Schachspiel als zusätzliche Therapie die Behandlung von alkoholerkrankten Menschen unterstützen kann.
Seit 2021 ist Vollstädt-Klein mit ihrem Institut in eine großangelegte Studie eingebunden, die das Suchtpotenzial von E-Zigaretten untersucht. Das interdisziplinäre Studienteam ist hierbei, neben dem Zentralinstitut für Seelische Gesundheit, an zwei weiteren Standorten angesiedelt: dem Mannheimer Institut für Public Health unter Sven Schneider und dem Institut von Ute Mons am Universitätsklinikum Köln. Vollstädt-Kleins Institut ist für die Studienteilnehmer die erste Station, deren neurobiologische und neuropsychologische Daten hier eingangs erfasst werden. Ziel der von der Deutschen Forschungsgemeinschaft geförderten Studie ist es, zu ermitteln ob die E-Zigarette als sinnvolle Alternative zum Tabakrauchen gelten kann oder ob ihre Verwendung und Verbreitung Rauchprävention erschwert.

### Auszeichnungen
Im Jahr 2012 wurde Vollstädt-Klein der Wilhelm-Feuerlein-Forschungspreis verliehen. In Kooperation mit der Oberberg-Stiftung Matthias Gottschaldt wurde ihr der mit 4000 € dotierte Preis von der Deutschen Gesellschaft für Suchtforschung und Suchttherapie zuerkannt. Der Wilhelm-Feuerlein-Forschungspreis gilt als die bedeutendste Auszeichnung im Themenfeld der Suchtforschung im deutschsprachigen Raum.
Für ihre Mitarbeit an einer Studie zum Belohnungssystem von abhängigen und gelegentlichen Rauchern erhielt Vollstädt-Klein im Jahr 2014 den Wolfram-Keup-Förderpreis. Sie gehörte zu einer Gruppe von acht Wissenschaftlern, die im Rahmen der Studie „Nicotine dependence is characterized by disordered reward processing in a network driving motivation“ die Reaktion stark abhängiger Raucher auf Belohnungssituationen beobachteten und mit denen von „Genussrauchern“ verglichen. Der Wolfgang-Keup-Förderpreis ist mit 2000 € dotiert und wird alle zwei Jahre durch den Bundesverband für stationäre Suchtkrankenhilfe vergeben.
Im Jahr 2015 erhielt Vollstädt-Klein eine Förderung durch die Hety und Benno Runnebaum Stiftung. Die Stiftung setzt sich im deutschsprachigen Raum auf akademischer Ebene für die Förderung von Frauen ein. Bedingung für eine Förderung ist, dass die Empfänger ihrerseits bereit sind, weiblichen akademischen Nachwuchs zu unterstützen.

## International Society for Applied Chess
Vollstädt-Klein ist Gründungsmitglied der International Society for Applied Chess (ISAC), die sich mit der Bedeutung des Schachspiels im Rahmen der Psychotherapie befasst. Zudem ist sie Vorsitzende der Standardkommission der ISAC.